# Hellmayrea gularis
Hellmayrea gularis là một loài chim trong họ Furnariidae.